# Diecéze Amaia
Diecéze Amaia je titulární diecéze římskokatolické církve.

## Historie
Amaia, odpovídající vesnici patřící dnes pod město Sotresgudo v dnešním Španělsku, byla starobylá diecéze jejíž původ je nejistý. Je možné že byla založena v 5. století při dobytí Španělska králem Leovigildem. Neznáme žádné biskupy této diecéze.
Dnes je diecéze využívána jako titulární biskupské sídlo; současným titulárním biskupem je Damian Andrzej Muskus, pomocný biskup arcidiecéze Krakov.

## Seznam titulárních biskupů
- Romualdas Krikšciunas (1969–2010)
- Damian Andrzej Muskus, O.F.M. (od 2011)